# Amblypodia bicolora
Amblypodia bicolora is een vlinder uit de familie van de Lycaenidae. De wetenschappelijke naam van de soort is voor het eerst geldig gepubliceerd in 1886 door Röber.